# معاملة المثليين في البوسنة والهرسك
يواجه الأشخاص من المثليين والمثليات ومزدوجي التوجه الجنسي والمتحولين جنسياً (اختصاراً: LGBT) في البوسنة والهرسك تحديات قانونية لا يواجهها غيرهم من المغايرين جنسيا. يعتبر كل من النشاط الجنسي المثلي بين الذكور وبين الإناث قانونيا،
للأزواج من الجنس الآخر، لكن المنازل التي يعيش فيها الشركاء المثليون غير مؤهلة للحصول على نفس الحماية القانونية المتاحة للأزواج المغايرين.
البوسنة والهرسك بلد علماني يتألف أساسا من المسلمين والمسيحيين (الكاثوليك والأرثوذكس). في حين أنها دولة علمانية رسميا، لكن يلعب الدين دورا هاما في المجتمع البوسني. على هذا النحو، تميل المواقف تجاه أعضاء مجتمع المثليين إلى أن تكون محافظة، تمامًا مثل بقية دول أوروبا الشرقية. انتهت العديد من أحداث المثليين، وأبرزها مهرجان كوير سراييفو 2008 بالعنف، بعد أن هاجم المتطرفون الإسلاميون الحشود ورددوا عبارات متطرفة ضدهم. ووفقاً لدراسة استقصائية أجريت في عام 2015، أبلغ 51% من البوسنيين المثليين والمثليات ومزدوجي التوجه الجنسي والمتحولين جنسيا عن شكل من أشكال التمييز ضدهم، بما في ذلك الإساءة اللفظية والمضايقات وحتى العنف الجسدي.
ومع ذلك، فإن المواقف تتغير. في عام 2016، أقرت الحكومة قانونًا شاملاً لمناهضة التمييز، وحظرت التمييز بسبب التوجه الجنسي للشخص والهوية الجندرية والخصائص الجنسية. وقد فتحت المزيد والمزيد من الحانات والأماكن الخاصة بالمثليين، وخاصة في العاصمة سراييفو. لعبت رغبة البوسنة والهرسك في الانضمام إلى الاتحاد الأوروبي أيضًا دورًا هامًا في نهج الحكومة تجاه حقوق المثليين. صنف الفرع الأوروبي للمؤسسة الدولية للمثليين والمثليات ومزدوجي التوجه الجنسي والمتحولين جنسيا وثنائيي الجنس البوسنة والهرسك في المرتبة 27 من 49 دول أوروبية من حيث التشريعات المتعلقة بحقوق المثليين.

## قانونية النشاط الجنسي المثلي
يخضع الحكم في البوسنة والهرسك إلى اثنين من الكيانات السياسية، هما اتحاد البوسنة والهرسك وجمهورية صرب البوسنة. وقد تم تشريع النشاط الجنسي المثلي في اتحاد البوسنة والهرسك في عام 1996 وفي جمهورية صرب البوسنة في عام 1998، من جانب هذين الكيانين اللذين يعتمدان قوانينهما الجنائية الخاصة. حذت منطقة برتشكو حذوهما وشرعت النشاط الجنسي المثلي في عام 2003. تعتبر السن القانونية للنشاط الجنسي 14 عاما، بغض النظر عن التوجه الجنسي (يعتبر إقامة علاقات جنسية مع شخص تحت سن 14 اغتصابا).

## الاعتراف القانوني بالعلاقات المثلية
لا يوجد اعتراف قانوني بالعلاقات المثلية على المستوى الوطني أو المستوى دون الوطني. لايتحدث دستور البوسنة والهرسك على جنس طرفي الزواج (أي أنه لايحظر زواج المثليين بجعل الزواج إتحادا بين رجل وامرأة)، وعلى المستوى دون الوطني، يحد كلا الكيانين، اتحاد البوسنة والهرسك وجمهورية صرب البوسنة، الزواج إلى الأزواج المغايرين فقط، على النحو الذي يحدده قوانين الأسرة الخاصة بهما.
في 19 تشرين الأول/أكتوبر 2018، اعتمد اتحاد البوسنة والهرسك، وهو الكيان السياسي البوسني الكرواتي، طلبا لتشريع الاتحادات المدنية. وقال رئيس الوزراء فاضل نوفاليتش «كان هذا البند مدرجا في جدول أعمال الجلسة وتم تبنيه بنفس الشكل الذي تم اقتراحه.» ستقوم الحكومة الآن بتشكيل مجموعة عمل لتحليل الاقتراح، والذي سيتعين على البرلمان اعتماده وتمريره فيما بعد. وفقًا للأبحاث، فإن حوالي 80% من الشركاء المثليين من البوسنيين يرغبون في الحصول على الاعتراف القانوني على علاقاتهم.

## الحماية من التمييز
تحظر المادة 12 من قانون المساواة بين الجنسين، الذي اعتُمد في أوائل عام 2003، التمييز على أساس الجندر (الجنس) والتوجه الجنسي. لا يتم تعريف التوجه الجنسي بشكل صريح.
ويحظر قانون العمل في اتحاد البوسنة والهرسك بشكل صريح التمييز على أساس التوجه الجنسي، كما يحظر قانون العمل في مقاطعة برتشكو ذلك أيضا.
اعتمد قانون مكافحة التمييز في عام 2009، الذي يحظر التمييز على أساس الجنس (الجندر) والتعبير عن الجنس والتوجه الجنسي. وعلاوة على ذلك، يحظر القانون كلا من المضايقة (بالبوسنوية: uznemiravanje) والفصل (بالبوسنوية: segregacija) على أساس التوجه الجنسي.
في يوليو/تموز 2016، تبنى برلمان البوسنة والهرسك قراراً بتعديل قوانين مكافحة التمييز لحظر التمييز صراحةً على أساس التوجه الجنسي والهوية الجندرية والخصائص الجنسية.

### قوانين جريمة	الكراهية
في نيسان/أبريل 2016، وافق اتحاد البوسنة والهرسك على إدخال تعديلات على قانونه الجنائي من خلال حظر جرائم الكراهية على أساس التوجه الجنسي والهوية الجندرية. نُشر القانون في الجريدة الرسمية في 15 حزيران/يونيو 2016. وهناك حظر مماثل موجود بالفعل في جمهورية صرب البوسنة ومنطقة برتشكو.

## الهوية الجندرية والتعبير عنها
قد يغير الأشخاص المتحولين جنسياً جنسهم القانوني في البوسنة والهرسك بعد خضوعهم لجراحة إعادة تحديد الجنس والعلاجات الطبية الأخرى.

## حراك حقوق المثليين في البوسنة والهرسك
تعمل بعض المنظمات على الدفاع عن حقوق المثليين في البوسنة والهرسك. كانت «منظمة كيو» (بالبوسنوية: Udruženje Q) أول منظمة للدفاع عن حقوق المثليين يتم تسجيلها في البوسنة والهرسك. تعمل منظمة كيو على «تعزيز وحماية الثقافة والهويات وحقوق الإنسان الخاصة بالأشخاص من مجتمع المثليين»، وقد تم تأسيسها في سبتمبر 2002. وقد تم تسجيلها رسميًا في فبراير 2004.
تم تسجيل جمعية لوغوس (بالبوسنوية: Logos) في البداية في نهاية عام 2005 تحت اسم "مبادرة إظهار المسلمين الكويريين (بالإنجليزية: Initiative for Visibility of Queer Muslims)، ولكن بعد وقت قصير غيرت اسمها إلى لوغوس وتم إعادة تسجيلها في عام 2006. تم تسجيل جمعية "التوازن" (بالإنجليزية: Equilibrium) في منتصف عام 2009 وكانت أول منظمة تعمل في مدينة بانيا لوكا. أغلقت كلا المنظمتين بعد عامين.
ومن المنظمات الأخرى: أوكفير (بالبوسنوية: Okvir) و «سيموسيون» (بالبوسنوية: Simosyon)، وكلاهما تم تسجيلهما في عام 2011. فيكتوريا، ومركز سراييفو المفتوح (بالبوسنوية: Sarajevski Otvoreni Centar)، رابطة بانيا لوكا للنشطاء الكويريين، {{لغة-بوسنية|Banjalučko Udruženje Kvir Aktivista) التي تم تسجيلها جميعا في عام 2013، جمعية ليبيرتامو (بالبوسنوية: LibertaMo)، التي بدأت العمل في عام 2015، و مركز موستار المفتوح ومركز توزلا المفتوح.
في أكتوبر 2017، تعتبر البوسنة والهرسك واحدة من دولتين فقط من دول البلقان (مقدونيا هي الأخرى) لم يسبق لهما أن عقدت مسيرة فخر المثليين.

### حادث مهرجان كوير سراييفو 2008
تعرض حوالي 12 شخصًا للهجوم في نهاية اليوم الأول من مهرجان «كوير سراييفو» في 24 سبتمبر/أيلول 2008. وأفادت الأنباء أن ثمانية أشخاص، أحدهم من رجال الشرطة ، أصيبوا بجروح بعد أن هاجمت مجموعة كبيرة من المتشددين الإسلاميين ومثيري الشغب الزوار والحضور. ووفقاً لمنظمي الحدث الذي استمر أربعة أيام، سمحت الشرطة باحتجاج غير قانوني وبالمحتجين المناهضين للمثليين بالاقتراب أكثر من المكان وبالتالي تعريض المشاركين للخطر.
افتتح المهرجان، الذي نظمته منظمة كيو، في أكاديمية الفنون الجميلة في وسط سراييفو، عاصمة البوسنة والهرسك. أجبرت الهجمات المنظمين على جعل بقية المهرجان حدثًا خاصًا وإلغائه بعد يومين. على الرغم من تنظيم منظمة كيو لأحدث عامة من قبل، كان هذا المهرجان أول حدث ثقافي من هذا النوع في تاريخ سراييفو.
في عام 2014، قضت المحكمة الدستورية بأن السلطات فشلت في حماية حرية التجمع للمشاركين في مهرجان عام 2008.

### حادث مهرجان ميرلنكا 2014
في 1 فبراير/شباط 2014، اقتحم أربعة عشر رجلًا ملثمًا مهرجان ميرلينكا، صارخين بالشتائم المناهضة للمثليين. أصيب ثلاثة مشاركين. ووصلت الشرطة بعد مغادرة المهاجمين مباشرة، وتم انتقادهم لأنها لم تفعل سوى القليل في العثور على المهاجمين ومحاكمتهم. استمر المهرجان في اليوم التالي، دون وقوع أي حادث، ومع الحماية الكاملة من قبل قوات الشرطة.

## الرأي العام
وجد استطلاع أجري عام 2015 أن 44% من سكان البوسنة والهرسك سيحاولون علاج أطفالهم إذا كان أعلنوا عن كونهم مثلي الجنس أو مثلية الجنس. وذكر 11% آخرون أنهم سيتوقفون عن التحدث مع طفلهم تمامًا.
وجد استطلاع عام 2015 أن 30% من سكان البوسنة والهرسك يؤيدون منح الشركاء المثليين بعض الحقوق المرتبطة بالزواج، مثل الحقوق الاقتصادية والاجتماعية على سبيل المثال.
ووفقًا لاستطلاع أجرته مؤسسة بيو للأبحاث في عام 2017، فإن 13% من الذين تم إستطلاعهم في البوسنة والهرسك يؤيدون زواج المثليين، بينما عارضه 84% منهم.

## ملخص
| قانونية النشاط الجنسي المثلي                                                             | (قانوني على المستوى الوطني منذ عام 2003 )        |
| المساواة في السن القانوني للنشاط الجنسي                                                  | (قانوني على المستوى الوطني منذ عام 2003 )        |
| قوانين مكافحة التمييز في التوظيف                                                         | (منذ عام 2003)                                   |
| قوانين مكافحة التمييز في توفير السلع والخدمات                                            | (منذ عام 2003)                                   |
| قوانين مكافحة التمييز في جميع المجالات الأخرى (تتضمن التمييز غير المباشر، خطاب الكراهية) | (منذ عام 2009)                                   |
| قوانين جرائم الكراهية تشمل التوجه الجنسي والهوية الجندرية                                | (منذ عام 2016)                                   |
| زواج المثليين                                                                            | No                                               |
| الاعتراف القانوني بالعلاقات المثلية                                                      | (مقترح في اتحاد البوسنة والهرسك)                 |
| السماح للشخص العازب بالتبني بغض النظر عن توجهه الجنسي                                    | Yes                                              |
| تبني أحد الشريكين للطفل البيولوجي للشريك الآخر                                           | No                                               |
| التبني المشترك للأزواج المثليين                                                          | No                                               |
| يسمح للمثليين والمثليات ومزدوجي التوجه الجنسي الخدمة علناً في القوات المسلحة              | Yes                                              |
| الحق بتغيير الجنس القانوني                                                               | Yes                                              |
| علاج التحويل محظور على القاصرين                                                          | No                                               |
| الحصول على أطفال أنابيب للمثليات                                                         | No                                               |
| الأمومة التلقائية للطفل بعد الولادة                                                      | No                                               |
| تأجير الأرحام التجاري للأزواج المثليين من الذكور                                         | (محظور لجميع الأزواج بغض النظر عن التوجه الجنسي) |
| السماح للرجال الذين مارسوا الجنس الشرجي بالتبرع بالدم                                    | No                                               |